# David Suchet
Sir David Courtney Suchet (Londra, 2 maggio 1946) è un attore britannico.
È noto per aver interpretato Hercule Poirot nella serie TV britannica Poirot, ruolo ricoperto dal 1989 al 2013.

## Biografia
David Suchet è figlio del ginecologo sudafricano Jack Suchet (1908-2001), figlio a sua volta dell'immigrato ebreo lituano Isidor Suchedowitz (originario della città di Klaipėda), e dell'attrice di teatro Joan Jarché (1916-1992), figlia di un immigrato ebreo-russo e di una donna inglese di religione cristiana anglicana; inoltre è il fratello del giornalista e presentatore radiofonico e televisivo John Suchet. Con il padre passato dall'ebraismo all'ateismo e la madre anglicana non praticante, è cresciuto senza educazione religiosa, salvo aver poi abbracciato l'anglicanesimo per sua decisione. Si è formato presso la London Academy of Music and Dramatic Art, di cui ora è membro del consiglio direttivo.
Attivo in campo televisivo, cinematografico e radiofonico, David Suchet è un prolifico interprete teatrale, avendo recitato a Broadway e a Londra in un gran numero di opere del repertorio moderno, tra cui Oleanna (candidatura al "Laurence Olivier Award" e vincitore del "Variety Club Award"), Chi ha paura di Virginia Woolf? (vincitore del "London Critic's Circle Theatre Award" e candidatura per il "Laurence Olivier Award") e Amadeus (candidatura per il "Laurence Olivier Award", vincitore del "Variety Club Award" e candidatura per il "Tony Award"). La sua performance nel film per la televisione The Way We Live Now  gli è valse una candidatura al BAFTA.
È conosciuto soprattutto come il più longevo Hercule Poirot della televisione. Dal 1989 al 2014 ha interpretato con successo il ruolo dell'investigatore belga, nato dalla fervida immaginazione di Agatha Christie, nella serie televisiva Poirot. Suchet aveva già recitato in un film su Poirot nel 1985, Agatha Christie: 13 a tavola di Lou Antonio, dove non interpretava il personaggio con cui ormai viene identificato (qui interpretato da Peter Ustinov), bensì l'ispettore capo Japp.
È vicepresidente della Inland Waterways Association (dal 2003 e insieme alla moglie), del Lichfield and Hatherton Canals Restoration Trust (dal luglio del 2000) e del Waterways Trust (dal 2001), e presidente della River Thames Alliance (dal novembre del 2005 e almeno fino al luglio del 2007): sono tutte associazioni che si occupano di sensibilizzare l'attenzione dell'opinione pubblica inglese sul patrimonio storico/naturalistico costituito dai canali navigabili e sulla loro ristrutturazione, e in veste di loro rappresentante ha partecipato a numerosi documentari sull'argomento.

### Vita privata
Il 30 giugno 1976 si è sposato con l'attrice Sheila Ferris, conosciuta nel 1972 al Belgrade Theatre di Coventry in cui entrambi stavano lavorando, ed è padre di due figli, Robert, nato nel 1981 e ufficiale dei Royal Marines, e Katherine, nata nel 1983 e fisioterapista. Nel 2002, a Buckingham Palace, è stato insignito del titolo di Officer of the Order of the British Empire dalla regina Elisabetta II, in occasione dei festeggiamenti per il cinquantesimo anno di regno, e il 7 gennaio 2009, alla Guildhall, è stato insignito del titolo di "Freedom of the City of London". Nel 2020 è stato insignito del titolo di Cavaliere (Sir).

## Filmografia

### Cinema
- Schiele in Prison, regia di Mick Gold (1980)
- Il missionario (The Missionary), regia di Richard Loncraine (1982)
- Giallo a Malta (Trenchcoat), regia di Michael Tuchner (1983)
- Greystoke - La leggenda di Tarzan, il signore delle scimmie (Greystoke: The Legend of Tarzan, Lord of the Apes), regia di Hugh Hudson (1984)
- La tamburina (The Little Drummer Girl), regia di George Roy Hill (1984)
- Il gioco del falco (The Falcon and the Snowman), regia di John Schlesinger (1985)
- L'aquila d'acciaio (Iron Eagle), regia di Sidney J. Furie (1986)
- Bigfoot e i suoi amici (Harry and the Hendersons), regia di William Dear (1987)
- Un mondo a parte (A World Apart), regia di Chris Menges (1988)
- Un prete da uccidere (To Kill a Priest), regia di Agnieszka Holland (1988)
- Quando vennero le balene (When the Whales Came), regia di Clive Rees (1989)
- Intrigo in alto mare (Der Fall Lucona), regia di Jack Gold (1993)
- Decisione critica (Executive Decision), regia di Stuart Baird (1996)
- Sunday, regia di Jonathan Nossiter (1997)
- Delitto perfetto (A Perfect Murder), regia di Andrew Davis (1998)
- Wing Commander - Attacco alla Terra (Wing Commander), regia di Chris Roberts (1999)
- Sabotage!, regia di Esteban Ibarretxe e Jose Miguel Ibarretxe (2000)
- Matrimonio impossibile (The In-Laws), regia di Andrew Fleming (2003)
- Foolproof, regia di William Phillips (2003)
- Uragano (Flood), regia di Tony Mitchell (2007)
- La rapina perfetta (The Bank Job), regia di Roger Donaldson (2008)
- Act of God, regia di Sean Faughnan e Ezna Sands (2009)
- Effie Gray - Storia di uno scandalo (Effie Gray), regia di Richard Laxton (2014)
- American Assassin, regia di Michael Cuesta (2017)

### Televisione
- Jackanory – serie TV, episodi 1x82-1x83 (1966)
- The Mating Machine – serie TV, episodio 1x02 (1970)
- Investigatore offresi (Public Eye) – serie TV, episodio 5x07 (1971)
- Gli invincibili (The Protectors) – serie TV, episodi 2x03-2x07 (1973)
- I Professionals (The Professionals) – serie TV, episodio 1x06 (1978)
- Le due città (A Tale of Two Cities), regia di Jim Goddard – film TV (1980)
- Oppenheimer, regia di Barry Davis – miniserie TV (1980)
- Play For Today – serie TV, episodio 11x15 (1981)
- Il gobbo di Notre Dame (The Hunchback of Notre Dame), regia di Michael Tuchner – film TV (1982)
- BBC2 Playhouse – serie TV, episodio Being Normal (1983)
- The Last Day, regia di Richard Stroud – film TV (1983)
- Red Monarch, regia di Jack Gold – film TV (1983)
- Reilly, l'asso delle spie (Reilly: Ace of Spies), regia di Jim Goddard – miniserie TV (1983)
- La padrona del gioco (Master of the Game), regia di Kevin Connor e Harvey Hart – miniserie TV (1984)
- Freud, regia di Moira Armstrong – miniserie TV (1984)
- Oxbridge Blues – serie TV, episodi 1x04-1x05 (1984)
- Gulag 77 (Gulag), regia di Roger Young – film TV (1985)
- Blott on the Landscape, regia di Roger Bamford – miniserie TV (1985)
- A Song for Europe, regia di John Goldschmidt – film TV (1985)
- Agatha Christie: 13 a tavola (Thirteen at Dinner), regia di Lou Antonio – film TV (1985)
- Mussolini: The Untold Story, regia di William A. Graham – miniserie TV (1985)
- Stress, regia di Barry Davis – film TV (1986)
- Murrow, regia di Jack Gold – film TV (1986)
- King & Castle – serie TV, episodio 1x03 (1986)
- L'ultima difesa (The Last Innocent Man), regia di Roger Spottiswoode – film TV (1987)
- Cause célèbre, regia di John Gorrie – film TV (1987)
- Il brivido dell'imprevisto (Tales of the Unexpected) – serie TV, episodio 9x09 (1988)
- 4 Play – serie TV, episodio 1x03 (1989)
- Separation, regia di Barry Davis – film TV (1990)
- Theatre Night – serie TV, episodio 5x02 (1990)
- The Fool of the World and the Flying Ship, regia di Francis Vose – film TV (1990) - voce
- Science Fiction – serie TV, episodio 2x04 (1992)
- The Secret Agent – serie TV, 3 episodi (1992)
- Mosè (Moses) – miniserie TV (1995)
- Cruel Train, regia di Malcolm McKay – film TV (1995)
- Viaggio mortale (Deadly Voyage), regia di John Mackenzie – film TV (1996)
- Salomone (Solomon), regia di Roger Young – miniserie TV (1997)
- Il tappeto volante e l'araba fenice (The Phoenix and the Carpet) – serie TV, 6 episodi (1997) - voce
- Seesaw, regia di George Case – miniserie TV (1998)
- RKO 281 - La vera storia di Quarto potere (RKO 281), regia di Benjamin Ross – film TV (1999)
- NCS: Manhunt, regia di Michael Whyte – film TV (2001)
- Murder in Mind – serie TV, episodio 1x01 (2001)
- Victoria & Albert, regia di John Erman – film TV (2001)
- The Way We Live Now – serie TV, 4 episodi (2001)
- NCS: Manhunt – serie TV, 6 episodi (2002)
- Get Carman: The Trials of George Carman QC, regia di Colin Barr – film TV (2002)
- Live From Baghdad, regia di Mick Jackson – film TV (2002)
- Henry VIII, regia di Pete Travis – miniserie TV (2003)
- A Bear Named Winnie, regia di John Kent Harrison – film TV (2004)
- Dracula, regia di Bill Eagles – film TV (2006)
- Maxwell, regia di Colin Barr – film TV (2007)
- Diverted, regia di Alex Chapple – film TV (2009)
- Going Postal, regia di Jon Jones – film TV (2010)
- Hidden, regia di Niall MacCormick – miniserie TV (2011)
- Grandi speranze (Great Expectations), regia di Brian Kirk – miniserie TV (2011)
- The Hollow Crown, regia di Rupert Goold – miniserie TV (2012)
- Poirot (Agatha Christie's Poirot) – serie TV, 70 episodi (1989-2013)
- Capitaine Marleau – serie TV, episodio 2x03 (2017)
- Doctor Who – serie TV, episodio 10x04 (2017)

### Cortometraggi
- Wings of Ash: Pilot for a Dramatization of the Life of Antonin Artaud, regia di Marcus Reichert (1978)
- The Curious, regia di Stephen Brown (1994)
- Ten Glorious Seconds, regia di Simon Pitts (2010) (voce di Albert)
- Pagliacci: Storia immaginaria di un clown triste, regia di Alessandro Carnevale (2017) (voce narrante)

### Doppiaggio
- Pinocchio, regia di Roberto Benigni (2002)
- Giù per il tubo (Flushed Away), regia di David Bowers e Sam Fell (2006)
- Arthur e il popolo dei Minimei (Arthur et les Minimoys), regia di Luc Besson (2006)
- Agatha Christie: Assassinio sull'Orient Express – videogioco (2006)
- His Dark Materials - Queste oscure materie (His Dark Materials) – serie TV, 7 episodi (2019-2022)

### Documentari
- A Story from Islam: The Man of Honour, regia di Nicci Crowther (1980)
- 1982 - Playing Shakespeare, 7 episodi, regia di John Carlaw e Peter Walker
- 10 gennaio 1988 - The Modern World: Ten Great Writers, episodio 1x1 (James Joyce's Ulysses), regia di Nigel Wattis
- 15 settembre 1990 - Agatha Christie: Crime Does Pay
- 1991 - The Trouble with Agatha Christie, regia di Alasdair Macmillan
- 1992 - Light the Darkness
- 2003 - Maggie: The First Lady, regia di Nick London (narratore)
- 9 novembre 2004 - Space Odyssey: Voyage to the Planets, regia di Joe Ahearne (narratore)
- 9 novembre 2004 - Space Odyssey: The Robot Pioneers, regia di Christopher Riley (narratore)
- 27 dicembre 2005 - The Agatha Christie Code, regia di Ben Warwick
- 2006 - Behind the Scenes: Agatha Christie's Poirot, regia di Ged Clarke
- 3 ottobre 2006 - Agatha Christie's Poirot, regia di Janette Clucas (episodio 1x1 della serie Super Sleuths)
- 15 dicembre 2006 - Giant Panda (episodio 1x3 della serie Extinct)
- 17 settembre 2008 - Who Do You Think You Are?, regia di Christopher Bruce (episodio 5x6 dell'omonima serie)
- 11 novembre 2008 - Generation RX, regia di Kevin P. Miller (narratore)
- 10 aprile 2009 - Top of the Cops, regia di Richard Mortimer
- 25 luglio 2009 - China's Capitalist Revolution, regia di Rob Coldstream (narratore)
- 19 dicembre 2010 - David Suchet on the Orient Express, regia di Chris Malone
- 2011 - The Story of Jesus, regia di David Batty (narratore)
- 26 ottobre 2011 - David Suchet on Sid Field: Last of the Music Hall Heroes, regia di Tom Cholmondeley
- 2 febbraio 2012 - Life Before Death, regia di Mike Hill (narratore)
- 25 marzo 2012 - David Suchet: People I Have Shot (episodio 2x1 della serie Perspectives)
- 23 e 24 dicembre 2012 - David Suchet: In the Footsteps of St Paul, regia di Martin Kemp
- 17 marzo 2013 - David Suchet: The Mystery of Agatha Christie, regia di Clare Lewins (episodio 3x1 della serie Perspectives)
- 13 novembre 2013 - Being Poirot, regia di Chris Malone

Alcuni documentari sono legati alla sua passione per i canali navigabili e al suo impegno per la loro preservazione:
- Reach For The Stars
- The Lichfield and Hatherton Canals (documentario della serie Birmingham Canal Navigations Diary)
- This is History, uno short documentary compreso in Waterway Reflections (documentario della serie Inland Waterways Films)
- 2001 - The Missing Links (documentario della serie Waterway Restoration)
- Navigation to Derby (documentario della serie Waterway Restoration)

Tutti sono stati diretti da Laurence Hogg

## Radio
Ha partecipato a diversi radiodrammi e drammatizzazioni ideati, prodotti e trasmessi dalla BBC
- 8 maggio 1980 - L'uomo del destino di George Bernard Shaw, regia di Pat Trueman (personaggio: Napoleone Bonaparte)
- 28 novembre 1982 - Hell & McLafferty di Rose Tremain
- 20 dicembre 1986 - The Shout di Robert Graves, regia di Cherry Cookson
- 28 maggio 1988 - Alla buon'ora Jeeves! (conosciuto anche come Perfetto, Jeeves) di Pelham Grenville Wodehouse
- 27 marzo 2003 (BBC Radio 4) - The Gorey Details di Philip Glassborrow
- 12 maggio 2004 (BBC Radio 4) - Einstein in Cromer di Mark Burgess, regia di David Blount (personaggio: Albert Einstein)
- 6 agosto 2004 (BBC Radio 4) - Christopher Himself: speciale realizzato in occasione del centenario della nascita di Christopher Isherwood, che contiene una drammatizzazione del suo romanzo La violetta del Prater curata da Philip Glassborrow
- 18 settembre 2004 (BBC Radio 4) - I Was Born There di Ellen Dryden, regia di Ellen Dryden
- 24 maggio 2008 (BBC Radio 4) - Agente 007-Licenza di uccidere di Ian Fleming, regia di Martin Jarvis (personaggio: Dr. No)

È stato anche protagonista di diversi reading sempre trasmessi dalla BBC
- 1984 (BBC Radio 3) - Debussy Visits London For The Ring, curato da Michael Maxwell Steer, per la serie The Composer's voice
- 9 giugno 1997 (BBC Radio 3) - Fragments di Binjamin Wilkomirski, per la serie In Translation
- 8 agosto 1997 (BBC Radio 3) - Bela Bartok's Last Journey Home
- 19, 21, 22 e 23 febbraio 2001 (BBC Radio 4) - Isaac Babel Stories
- 13-17, 20-24, 27-31 agosto 2001 (BBC Radio 4) - Super Cannes di James Graham Ballard, per la serie Book at Bedtime

Ha partecipato a diversi adattamenti radiofonici di romanzi e biografie/fatti storici ideati e prodotti dalla Focus on The Family Radio Theatre, pubblicati anche su cd
- novembre 1996 - Canto di Natale di Charles Dickens, regia di Paul McCusker
- giugno 1998 - Bonhoeffer: The Cost of Freedom di Paul McCusker, regia di Paul McCusker
- aprile 1999-settembre 2002 - Le Cronache di Narnia di Clive Staples Lewis (7 episodi), nel ruolo di Aslan
- novembre 1999 - The Legend of Squanto di Paul McCusker, regia di Philip Glassborow
- settembre 2003 - At Home in Mitford di Jan Karon, regia di Paul McCusker

## Teatro
Spettacoli come membro della Royal Shakespeare Company
- 1973 - Romeo e Giulietta di William Shakespeare, regia di Terry Hands (ruolo: Tibaldo)
- 1973 - Riccardo II di William Shakespeare, regia di John Barton (ruolo: messaggero)
- 1973 - Come vi piace di William Shakespeare, regia di Buzz Goodbody (ruolo: Orlando)
- 1973 - La bisbetica domata di William Shakespeare, regia di Clifford Williams (ruolo: Tranio)
- 1973 - Toad of Toad Hall di Alan Alexander Milne, regia di Euan Smith (ruolo: Mole)
- 1974-1975 - Re Giovanni di William Shakespeare, con Ian McKellen, regia di John Barton e Barry Kyle (ruolo: Uberto)
- 1974-1975 - Re Lear di William Shakespeare, regia di Buzz Goodbody (ruolo: buffone)
- 1974 - Cimbelino di William Shakespeare, regia di John Barton, Barry Kyle e Clifford Williams (ruolo: Pisanio)
- 1974-1975 - Summerfolk di Maksim Gor'kij, regia di David Jones (ruolo: Nikolai Zamislov)
- 1974 - Camerati di August Strindberg, regia di Barry Kyle (ruolo: Willmer)
- 1975 - Pene d'amor perdute di William Shakespeare, regia di David Jones (ruolo: Ferdinando)
- 1975 - The Actors Are Come Hither... Buzz, Buzz, spettacolo in memoria di Buzz Goodbody all'Aldwych Theatre di Londra
- 1978 - La tempesta di William Shakespeare, con Alan Rickman, regia di Clifford Williams (ruolo: Calibano)
- 1978-1979 - La bisbetica domata di William Shakespeare, con Jonathan Pryce e Zoë Wanamaker, regia di Michael Bogdanov (ruolo: Grumio)
- 1978-1979 - Pene d'amor perdute di William Shakespeare, con Alan Rickman, regia di John Barton (ruolo: Sir Nathaniel)
- 1978-1979 Antonio e Cleopatra di William Shakespeare, con Jonathan Pryce, Patrick Stewart e Alan Rickman, regia di Peter Brook (ruolo: Sesto Pompeo)
- 1978 - Winter's Tale di Rosalind Winter, con Alan Rickman e Zoe Wanamaker, regia di Ron Daniels (ruolo: Robert Cecil)
- 1979 - He That Plays the King, testi di William Shakespeare e Ian Richardson, con Patrick Stewart
- 1979 - The Loving Voyage, testi di William Shakespeare e Patrick Stewart
- 1979-1980 - Once in a Lifetime di Moss Hart e George Kaufman, con Zoe Wanamaker, regia di Gillian Lynne e Trevor Nunn (ruolo: Herman Glogauer)
- 1979 - Misura per misura di William Shakespeare, regia di Barry Kyle (ruolo: Angelo)
- 1980-1981 - Riccardo III di William Shakespeare, regia di Terry Hands (ruolo: Henry Bolingbroke, Duca di Hereford)
- 1980-1981 - Riccardo II di William Shakespeare, regia di Terry Hands (ruolo: Re Edoardo IV d'Inghilterra)
- 1981 - Il mercante di Venezia di William Shakespeare, con Sinéad Cusack, regia di John Barton (ruolo: Shylock)
- 1981 - Troilo e Cressida di William Shakespeare, regia di Terry Hands (ruolo: Achille)
- 1981-1982 - The Swan Down Gloves di Billie Brown e Nigel Hess, regia di Terry Hands (ruolo: Mazda)
- 1982 - Ogni bravo ragazzo merita un favore di Tom Stoppard, con Jim Broadbent, Ian McKellen e Patrick Stewart, regia di Trevor Nunn (ruolo: Ivanov)
- 1985-1986 - Otello di William Shakespeare, con Ben Kingsley, regia di Terry Hands (ruolo: Iago)

Altri
- 1971 - Rashomon, di Fay Kanin e Michael Kanin, regia di Ted Craig (ruolo: bandito)
- 1976-1977 Misura per misura, di William Shakespeare, regia di Stuart Burge (ruolo: Lucio)
- 1976-1977 Il diavolo è un asino, di Ben Johnson, con Alan Rickman, regia di Stuart Burge (ruolo: Thomas Gilthead)
- 1980 - The Wedding Feast di Arnold Wesker, regia di Peter Farago (ruolo: Louis Litvanov)
- 1987 - Separation di Tom Kempinski, regia di Michael Attenborough
- 1987 - This Story of Yours di John Hopkins
- 1991 - Timone di Atene di William Shakespeare, regia di Trevor Nunn
- 1993 - Oleanna di David Mamet, regia di Harold Pinter (ruolo: John)
- 1994 - What a Performance di William Humble, regia di Roger Redfarn (ruolo: Sid Field)
- 1996-1997 - Chi ha paura di Virgina Woolf? di Edward Albee, regia di Howard Davies (ruolo: George)
- 1998 - Sabato, domenica e lunedì di Edoardo De Filippo, regia di Jude Kelly (ruolo: Peppino Priore)
- 1998-2000 - Amadeus di Peter Shaffer, con Michael Sheen, regia di Peter Hall (ruolo: Antonio Salieri). Lo spettacolo è stato portato in tournée anche a New York
- 2002 - The Play What I Wrote, di Eddie Braben, Sean Foley e Hamish McColl, regia di Kenneth Branagh (guest star)
- 2004-2005 - Man and Boy di Terence Rattigan, regia di Maria Aitken (ruolo: Gregor Antonescu)
- 2005-2006 - Once in a Lifetime di Moss Hart e George Kaufman, regia di Edward Hall, interpretando per la seconda volta il ruolo di Herman Glogauer
- 2007 - The Last Confession di Roger Crane, regia di David Jones (ruolo: Cardinale Giovanni Benelli). Nel 2014 lo spettacolo verrà portato in tournée a Toronto, a Los Angeles, in Australia e in Nuova Zelanda
- 2008-2009 - Complicit di Joe Sutton, con Richard Dreyfuss ed Elizabeth McGovern, regia di Kevin Spacey, in scena all'Old Vic Theatre di Londra di cui Kevin Spacey è il direttore artistico (ruolo: Roger Cowan)
- 2010 - All my Sons di Arthur Miller, con Zoë Wanamaker, regia di Howard Davies (ruolo: Joe Keller)
- 2012 - A Long Day's Journey Into Night, di Eugene O'Neill, con Laurie Metcalf, regia di Anthony Page (ruolo: James Tyrone)
- 2015 - The Importance of Being Earnest, di Oscar Wilde, regia di Adrian Noble (ruolo: Lady Bracknell)

## Altre apparizioni e partecipazioni
Ha partecipato alla realizzazione dei seguenti audiobook (le date si riferiscono alla prima edizione delle opere)
- 1986 - St John's Gospel: New International Version, pubblicato da Trafalgar Square Books
- 1987 - The Lake of Darkness di Ruth Rendell, pubblicato da Chivers Press
- 1992 - The Book of Psalms & the Book of Proverbs: The Authorized Version, pubblicato da BBC Audio Books
- 1993 - Blott on the Landscape di Tom Sharpe, pubblicato da Chivers Audio Books
- 1993 - The Story of Jesus di Mary Batchelor, pubblicato da Chivers Children's Audio Books
- 1995 - The New Testament, New International Version - Anglicised, pubblicato da Hodder & Stoughton Audio Books
- 1996 - Shadowlands di Brian Sibley, pubblicato daa Chivers Audio Books
- 1997 - The Pilgrim's Progress: From This World to That Which Is to Come di John Bunyan, pubblicato da Penguin Audio Books
- 2000 - Seven Ages: An Anthology of Poetry with Music, pubblicato da Naxos Audiobooks
- 2002 - The Bible, New International Version - Anglicised, pubblicato da Hodder & Stoughton Audio Books
- 2005 - The Gospel According to Saint Luke, pubblicato da Penguin Audio Books
- 2006 - The Wonderful Story of Henry Sugar di Roald Dahl, pubblicato da Harper Collins Children's
- 2009 - The Jesus Storybook Bible, Deluxe Edition di Sally Lloyd-Jones, pubblicato da Zonderkidz

Recita il Salmo 8 e il Salmo 139 nel cd Silver Celebration pubblicato dalla All Souls Orchestra di Londra diretta da Noel Tredinnick, cd registrato dal vivo al Wembley Conference Centre il 21 ottobre 1997 in occasione del 25º anniversario dell'istituzione dell'orchestra.
Ha partecipato alla realizzazione del videogioco Agatha Christie: Assassinio sull'Orient Express prestando la voce al personaggio di Hercule Poirot. Il videogioco è prodotto da Mike Adams e Scott Nixon per la DreamCatcher Inc., è stato presentato in anteprima mondiale all'Electronic Entertainment Expo di Los Angeles nel mese di maggio del 2006, quando ancora David Suchet non era stato coinvolto nella lavorazione (l'annuncio è del 27 luglio), ed è uscito in Nord America il 14 novembre.

## Premi e riconoscimenti
(Dove non specificato, la fonte delle informazioni è l'agenzia Ken McReddie Associates di Londra che cura il management di David Suchet)
- 1979 - Nomination per il Laurence Olivier Award (premio teatrale) come migliore attore non protagonista per Once in a lifetime[14]
- 1981 - Nomination per il Laurence Olivier Award come migliore attore per Il mercante di Venezia[14]
- 1983 - Migliore attore al Marseilles Film Festival per Red Monarch
- 1986 - Vincitore del British Industry/Scientific Film Association Craft come migliore attore per Stress
- 1986 - Vincitore del Royal Television Society Award per la migliore interpretazione maschile per A Song for Europe, Blott on the Landscape e Freud[15]
- 1987 - Nomination per l'Ace Award come migliore attore non protagonista per il film per la televisione The Last Innocent Man
- 1988 - Nomination per il British Academy Film Award come migliore attore non protagonista per il film Un mondo a parte[16]
- 1988 - Nomination per il Laurence Olivier Award come migliore attore in una nuova commedia per Separation[14]
- 1990 - Nomination per il British Academy Television Awards come migliore attore per la serie Poirot[16]
- 1991 - Nomination per il British Academy Television Awards come migliore attore per la serie Poirot[16]
- 1991 - Nomination per l'Evening Standard Theatre Award come migliore attore per Timone di Atene
- 1992 - Nomination per il British Academy Television Awards come migliore attore per la serie Poirot[16]
- 1994 - Vincitore del Variety Club Award (premio teatrale) come migliore attore per la commedia Oleanna
- 1994 - Nomination per il Laurence Olivier Award come migliore attore per Oleanna[14]
- 1996 - Vincitore del Critics' Circle Theatre Award (premio teatrale) come migliore attore per Chi ha paura di Virginia Woolf?
- 1996 - Vincitore del South Bank Award (premio teatrale) come migliore attore per Chi ha paura di Virginia Woolf?
- 1996 - Nomination per l'Evening Standard Theatre Award come migliore attore per Chi ha paura di Virginia Woolf?
- 1997 - Vincitore dei Premi Speciali della Giuria del Deauville Film Festival e del Sundance Film Festival per il film Sunday
- 1997 - Nomination per il Laurence Olivier Award come migliore attore per Chi ha paura di Virginia Woolf?[14]
- 1998 - Vincitore del Premio Speciale della Giuria dell'Istanbul International Film Festival per l'interpretazione nel film Sunday
- 1999 - Vincitore del Variety Club Award come migliore attore per la commedia Amadeus
- 1999 - Nomination per il Laurence Olivier Award come migliore attore per la commedia Amadeus[14]
- 2000 - Nomination per il Tony Award (premio teatrale americano) come migliore attore per la commedia Amadeus
- 2001 - Nomination per il British Academy Television Award come migliore attore per la mini serie The Way We Live Now[16]
- 2002 - Vincitore del Broadcasting Press Guild Award come migliore attore per la mini serie The Way We Live Now
- 2002 - Vincitore del Royal Television Society Award come migliore attore per la mini serie The Way We Live Now[15]
- 2001 - Nomination per il Television & Radio Industries Club Award come migliore attore per la mini serie The Way We Live Now
- 2005 - Vincitore del Malice Domestic Poirot Award assegnato dalla Malice Domestic Ltd nell'ambito del Premio Agatha
- 2007 - Vincitore del Variety Club of Great Britain Award (premio teatrale) per la migliore interpretazione dell'anno per la commedia The Last Confession
- 2007 - Nomination per l'Evening Standard Theatre Award (premio teatrale) come migliore attore per la commedia The Last Confession
- 2008 - Vincitore dell'International Emmy Award come migliore attore per il film per la televisione Maxwell
- 2008 - Nomination per il Broadcasting Press Guild Awards come migliore attore per il film per la televisione Maxwell
- 2009 - Vincitore del Gemini Award come migliore attore per il film per la televisione Diverted

Il 12 novembre del 2002, a Buckingham Palace (Londra), è stato insignito del titolo di Officer of the Order of the British Empire dalla Regina Elisabetta II, in occasione dei festeggiamenti per il cinquantesimo anno di regno.
Il 10 ottobre del 2008 ha ricevuto una Laurea Honoris Causa per il contributo dato alle arti dalla University of Chichester, in occasione del Chichester Festival Theatre.
Il 7 gennaio del 2009, alla Guildhall (Londra), è stato insignito del titolo di Freedom of the City of London.
Il 13 luglio del 2010, nella Cattedrale di Canterbury, ha ricevuto una Laurea Honoris Causa dalla University of Kent.

## Doppiatori italiani
Nelle versioni in italiano delle opere in cui ha recitato, David Suchet è stato doppiato da:
- Eugenio Marinelli in Poirot, Being Poirot, Live from Baghdad, Doctor Who
- Emilio Cappuccio in La tamburina, Effie Gray - Storia di uno scandalo
- Stefano De Sando in Uragano, Grandi speranze
- Ambrogio Colombo in Poirot (st. 1, poi ridoppiata)
- Francesco Vairano in Un prete da uccidere
- Renato Cortesi ne La rapina perfetta
- Sandro Iovino in Decisione critica
- Angelo Maggi in Giallo a Malta
- Claudio Fattoretto in Greystoke - La leggenda di Tarzan, il signore delle scimmie
- Elio Zamuto ne Il gioco del falco
- Vittorio Battarra in Agatha Christie: 13 a tavola
- Rodolfo Baldini in L'ultima difesa
- Gianni Marzocchi in Bigfoot e i suoi amici
- Luciano De Ambrosis in Mosè
- Bruno Alessandro in RKO 281 - La vera storia di Quarto potere
- Sergio Di Giulio in Delitto perfetto
- Michele Gammino in Intrigo in alto mare
- Alessandro Rossi in Salomone
- Gianni Giuliano in American Assassins

Da doppiatore è sostituito da:
- Mino Caprio ne Il tappeto volante e l'araba fenice
- Davide Garbolino in His Dark Materials - Queste oscure materie